# Evangelische Kirche Nierenhof

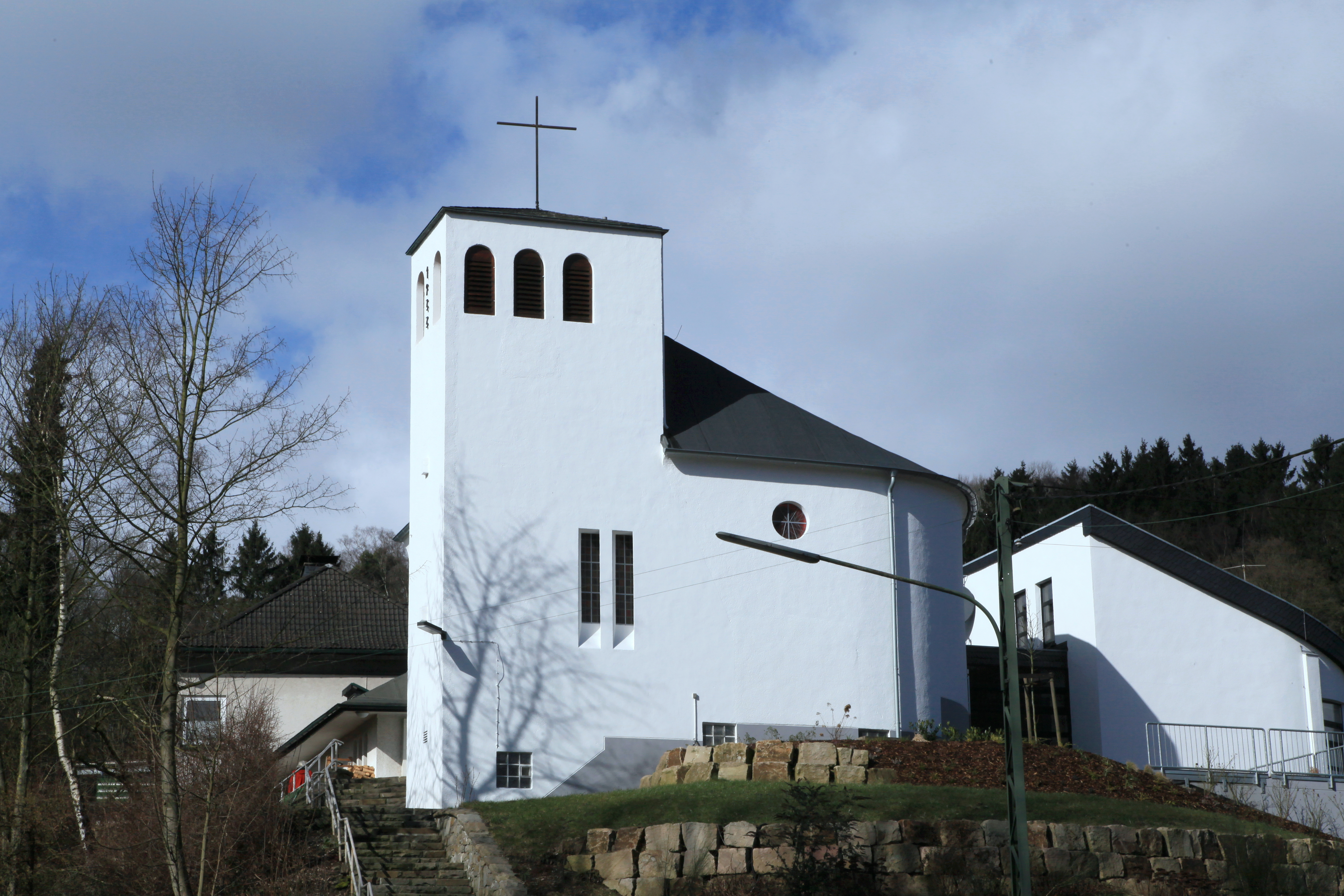
2015

Die Evangelische Kirche Nierenhof ist ein Sakralbau an der Kohlenstraße 46 in Nierenhof, Velbert. Sie wurde im Stil des Neuen Bauens von den Architekten Karl Wach und Heinrich Rosskotten errichtet  und am 18. Februar 1934 eingeweiht. Die Kirche steht seit dem 1. März 1983 unter Denkmalschutz.
Als die Kirche gebaut wurde, gehörte Nierenhof noch zur Kirchengemeinde St. Georg in Hattingen. 1967 wurde die Evangelische Kirchengemeinde Nierenhof selbständig; sie zählt zum Kirchenkreis Hattingen-Witten der Evangelischen Kirche von Westfalen.